# Tom, Crosby und die Mäusebrigade
Tom, Crosby und die Mäusebrigade (jap. ジャックと豆の木, jakku to mame no ki, dt. etwa: „Jack und die Bohnenranke“) ist ein Anime-Film aus dem Jahr 1974, der auf dem Märchen Hans und die Bohnenranke basiert. Regie bei dem musicalartigen Abenteuerfilm führte Gisaburō Sugii, der gemeinsam mit Hirami Shuji auch das Drehbuch schrieb. Die Animationen wurden im Studio Group TAC angefertigt.

## Handlung
Der ungefähr 12-jährige Bauernjunge Tom lebt mit seiner Mutter in ärmlichen Verhältnissen auf dem Land. Er ist leicht unintelligent, aber voller Lebenslust. Gemeinsam mit seinem Freund Crosby, einem sprechenden und klugen Hund, geht er eines Tages ins Dorf, um die letzte Kuh zu verkaufen. Unterwegs begegnet ihm ein wundersamer Mann, der auf einer Zauberorgel spielt und ihm im Tausch gegen die Kuh eine Handvoll „Zauberbohnen“ anbietet. Tom nimmt die Bohnen. Zuhause angekommen schimpft und schlägt ihn die Mutter. Sie wirft die in ihren Augen gewöhnlichen Bohnen aus dem Fenster.
In der Nacht fangen die Zauberbohnen an zu wachsen, bis sie schließlich den Himmel erreichen. Eine kleine Maus kommt von der Bohne hinuntergerutscht und bittet um Hilfe. Tom und Crosby klettern hinauf. Dort entdecken sie das Wolkenreich, in dem die böse Hexe Madame Noir mit ihrem haushohen Monstersohn Tulpe die Macht an sich reißen will. Außerdem steht eine Hochzeit zwischen dem Sohn und der seit der Ermordung ihrer Eltern verzauberten Feenprinzessin Margareta, der letzten Überlebenden des Feenreichs, unmittelbar bevor. Die hässliche Hexe, auch „Königin der Nacht“ genannt, will sich das Feenreich zu eigen machen und plant die Machtübernahme durch die Einheirat ihres riesigen, unintelligenten und verfressenen Monstersohns in die Königsfamilie. Insgeheim will sie aber die Alleinherrschaft durch Ermordung der beiden unmittelbar nach der Hochzeit.
Tom und Crosby sowie der zu Mäusen verzauberte Hofstab helfen, den Kampf gegen die Hexe aufzunehmen. Nachdem Tom den Goldschatz der Prinzessin geraubt und seiner Mutter auf der Erde überbracht hat, befällt ihn das schlechte Gewissen – nicht zuletzt durch seinen Hund Crosby – und beide steigen entschlossen noch einmal die Bohnenranke hinauf.
Im Wolkenschloss bereitet Madame Noir alles für die Hochzeit vor, aber mitten in die Zeremonie platzt Tom und erlöst Prinzessin Margareta durch einen Kuss auf den Mund. Tulpe jagt sie durch das Wolkenreich, während beide zum Brunnen laufen, um zu fliehen. In einer Sequenz werden sie mit der todbringenden Madame Noir konfrontiert, die sie um ein Haar tötet, jedoch wendet sich ihr Sohn Tulpe gegen die Befehle der Mutter und zertritt die Hexe. Unter seinem Fuß liegt jedoch kein menschlicher Leichnam, sondern ein zerbrochener Roboter. Madame Noir war eine Maschine.
In einem finalen Kampf nehmen Tom und Crosby es mit dem dummen Riesen Tulpe auf, bevor sie den Brunnen hinab und auf die Erde zurück rutschen. Tulpe folgt ihnen, aber Tom schafft es, die Bohnenranke mit einer Axt zu zerhacken. Tulpe stürzt in die Tiefe.
Am Ende sehnt sich Crosby zurück nach dem Feenreich, aber ein Frühstück aus Schinken und Eiern reißt ihn aus seiner Traurigkeit.

## Hintergründe
Während Takashi Miki die original japanische Musik schrieb, kümmerte sich um die Kompositionen in der deutschen Fassung Gerhard Heinz. Für die Animation waren Shigeru Yamamoto und Kazuko Nakamura der Zeichentrickstudios Group TAC und Nihon Herald Eiga verantwortlich.

## Kritiken
atlas video meinte, der Film sei „[…] eine Kombination aus Spannung, Spaß und Musik. […] Was bei diesem Film – neben der poppigen Musik – auffällt, sind die wunderschönen Farben und die – für einen Zeichentrickfilm – außergewöhnlichen Kameraeinstellungen.“